# Parc d'Eira
Le parc d'Eira (en finnois : Eiran puisto) est un parc du quartier de Eira  à Helsinki en Finlande.

## Présentation
Le parc a une superficie de 5 678 m2.